# Xi Wangmu

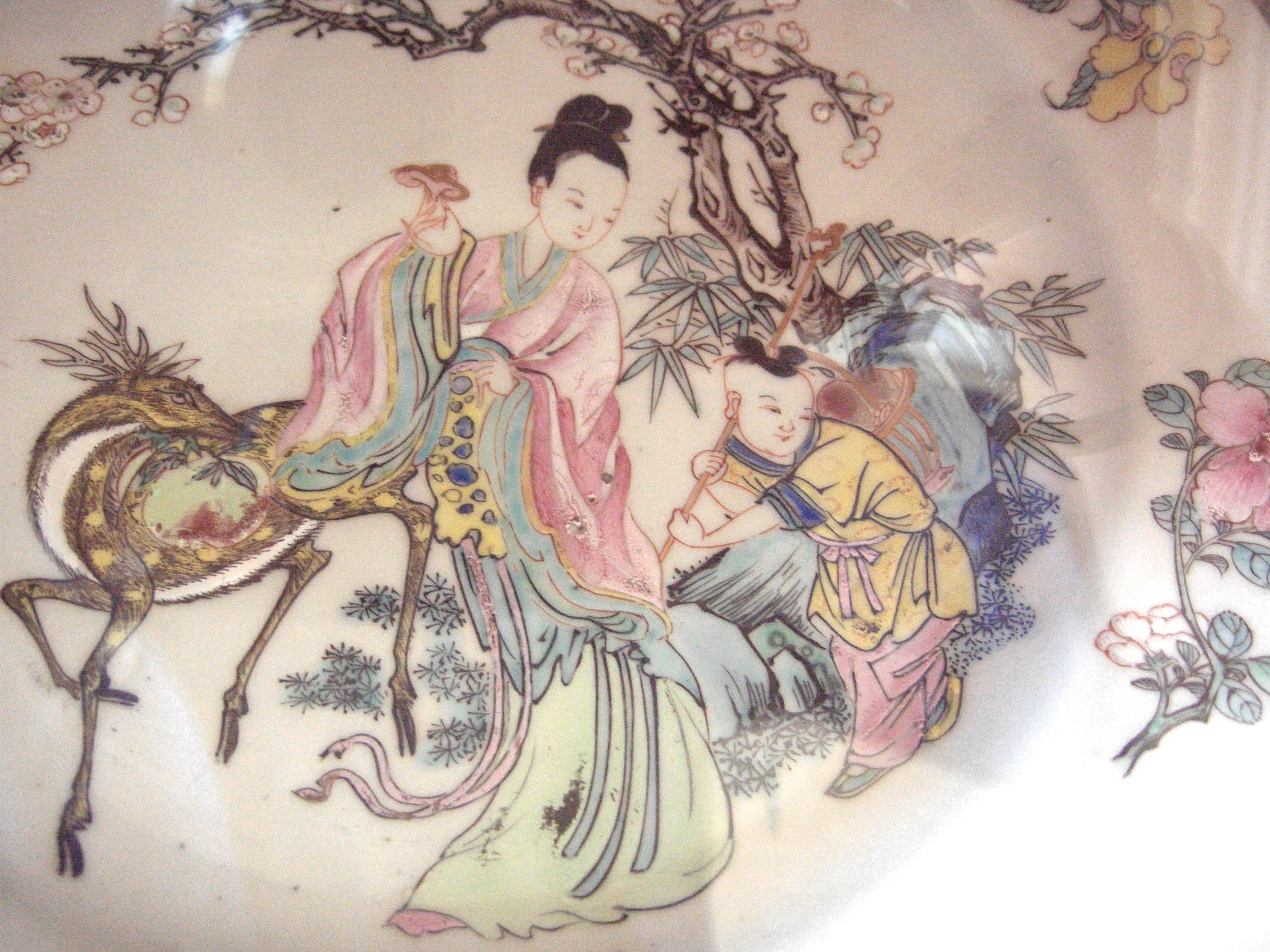
Xi Wangmu als adellijke dame, Yongzheng periode, ca. 1725

Xi Wangmu of Hsi Wang-mu is in de Chinese mythologie de Elvenkoningin en 'Koningin-moeder van het Westen', godin van leven en onsterfelijkheid.
Oorspronkelijk, in de Klassieker van Bergen en Zeeën uit de Zhou-dynastie, wordt ze beschreven als een meedogenloos monster met een menselijk gezicht, tijgergebit en panterstaart. Ze regeert dan over de pest-demonen en is de godin van de besmettelijke ziekten. Na haar opname in het taoïstische pantheon werd ze omgevormd tot godin van leven en onsterfelijkheid.
Aan het eind van het 1e millennium v.Chr. ontstond er een cultus rond deze koningin en haar westelijke paradijs, maar die werd al na korte tijd verdrongen door de taoïstische en boeddhistische hemels.
Volgens een geschiedenis van de Zhou-dynastie uit de 2e eeuw v.Chr. ontving Xi Wangmu keizer Mu Wang in 985 v.Chr. bij het 'Juwelenmeer'.
In de eerste eeuw groeit ze uit tot adellijke dame, als 'Koningin-moeder van het Westen' heerst ze over het paradijs van de onsterfelijken in het Kunlungebergte. De jade meisjes en driepotige vogels vergezellen haar. Ze werd omringd door hemelse dienaren, waaronder de 'vijf Jadefeeën'. Ze wordt afgebeeld als mooie vrouw in koningsmantel en berijdt een witte kraanvogel. Sialia's dienden als haar boodschappers. Ze woont in een paleis van jade van negen verdiepingen, het is meer dan vijftienhonderd kilometer lang. Volgens een andere bron waren de muren 1000 li (536 km) lang en bekroond met kantelen van edelstenen. Het paleis met glazen vloeren en muren van doorschijnende jade werd gebouwd door Yi, tijdens de regering van keizer Yao, in ruil voor het levenselixer gewonnen uit de 'perziken van onsterfelijkheid'. In de rechtervleugel wonen de mannelijke onsterfelijken, in de linkervleugel de vrouwelijke.
Haar boodschappers brachten, volgens de Bamboe Annalen in het negende jaar van zijn regering hommage aan Shun. En volgens een klassieker over staatkunde uit de 3e eeuw v.Chr. van Xun Kuang studeerde Yu de Grote bij Xi Wangmu. Yao, Shun en Yu worden de 'Drie Volmaakte Koningen' genoemd.
Xi Wangmu kweekt de 'perziken van onsterfelijkheid', de boom heeft eens in de drieduizend (of negenduizend) jaar vruchten. Ze geeft dan een feestmaal, waarbij alle onsterfelijken kunnen eten van de perziken. Ze gaf aan diverse Chinese vorsten een perzik. Ook de goddelijke boogschutter Houyi en zijn vrouw Chang'e kregen een onsterfelijkheidsdrank, maar Chang'e dronk alles op. Houyi bleef aanvankelijk sterfelijk, maar werd later opgenomen in de zon.
In enkele versies van de mythe over Li Tieguai leerde hij het geheim van de onsterfelijkheid van de koningin-moeder van het westen.
In volksmythen is Xi Wangmu de vrouw van de Jadekeizer Yu Huang, genaamd Wangmu Niangniang. Ze ontmoet haar andere man, Dong Wang Gong, eens per jaar. Hij leeft in het oosten en deze ontmoeting symboliseert Yin Yang.
Xi Wangmu wordt vaak afgebeeld in de boomgaard van onsterfelijkheid of zittend op een troon, soms geflankeerd door Dongwanggong. Ze kan een luipaardhuid dragen en wordt vaak vergezeld door de blauwe vogel, een witte tijger (symbool van het westen), een vos met negen staarten (zie ook vossegeest) of een haas. Soms rijdt Xi Wangmu op een feniks.
De dochter van Xi Wangmu is Zhinü.

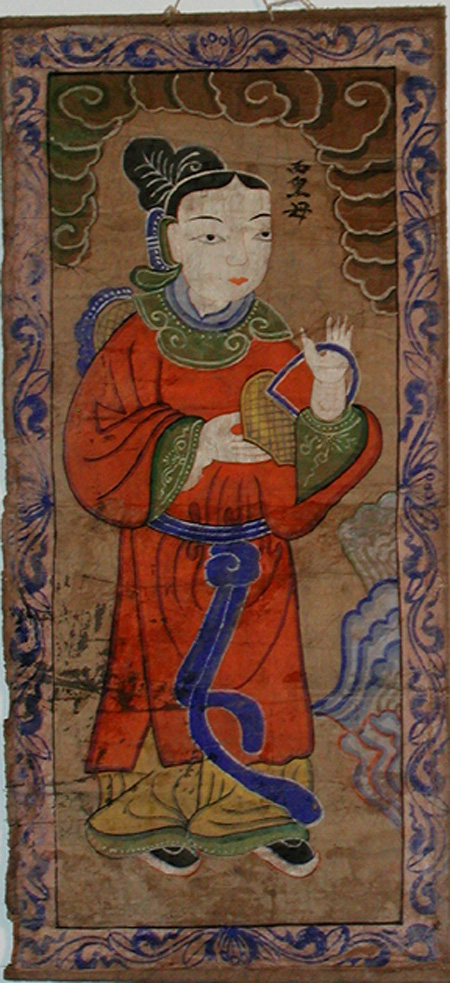
Xi Wangmu, afbeelding uit Vietnam, ca. 1800
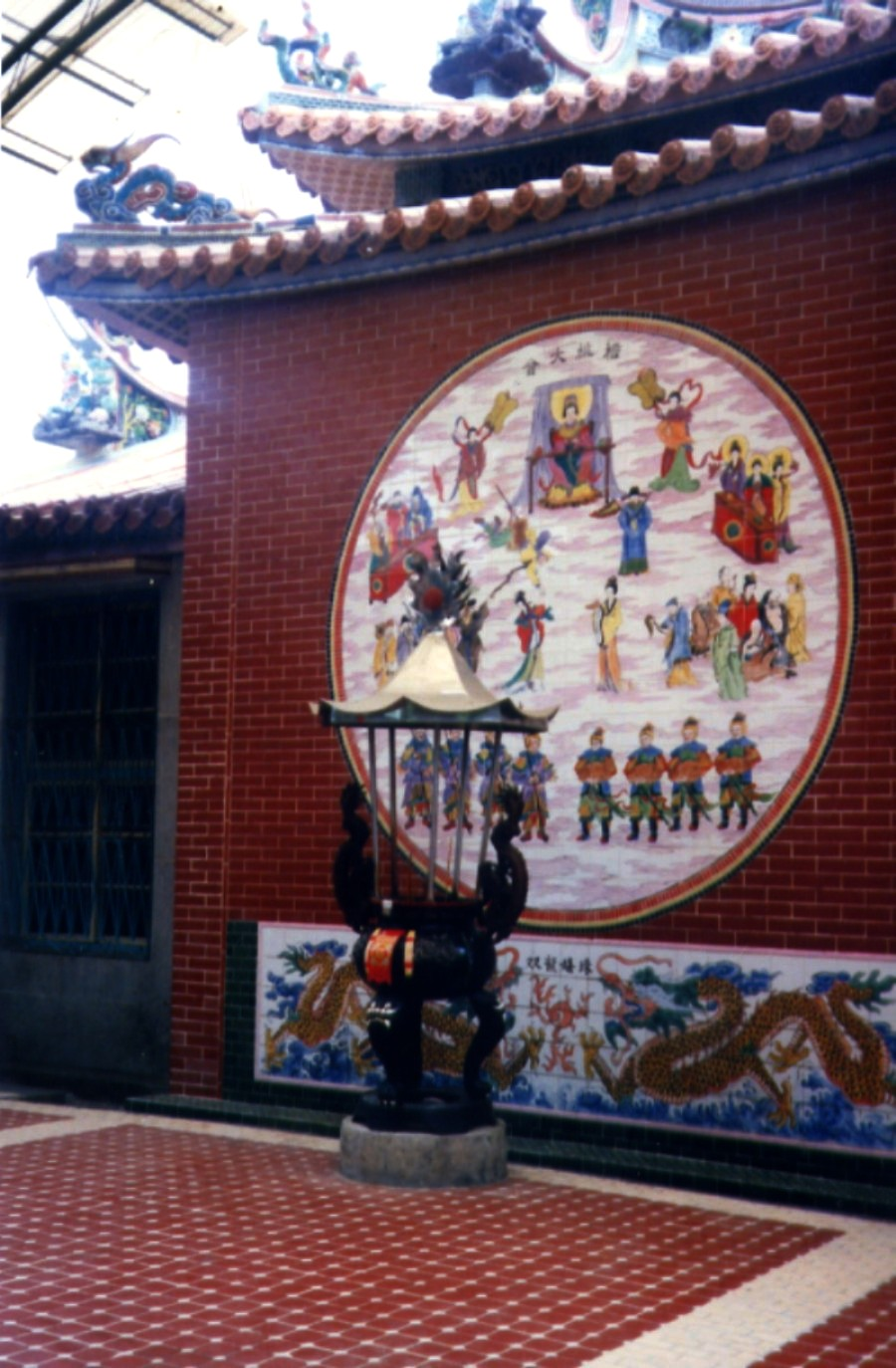
Xi Wangmu en haar gevolg
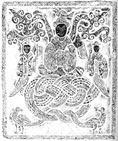
Xi Wangmu
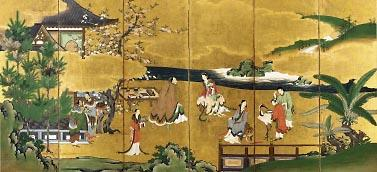
Keizer Wudi ontmoet Xi Wangmu
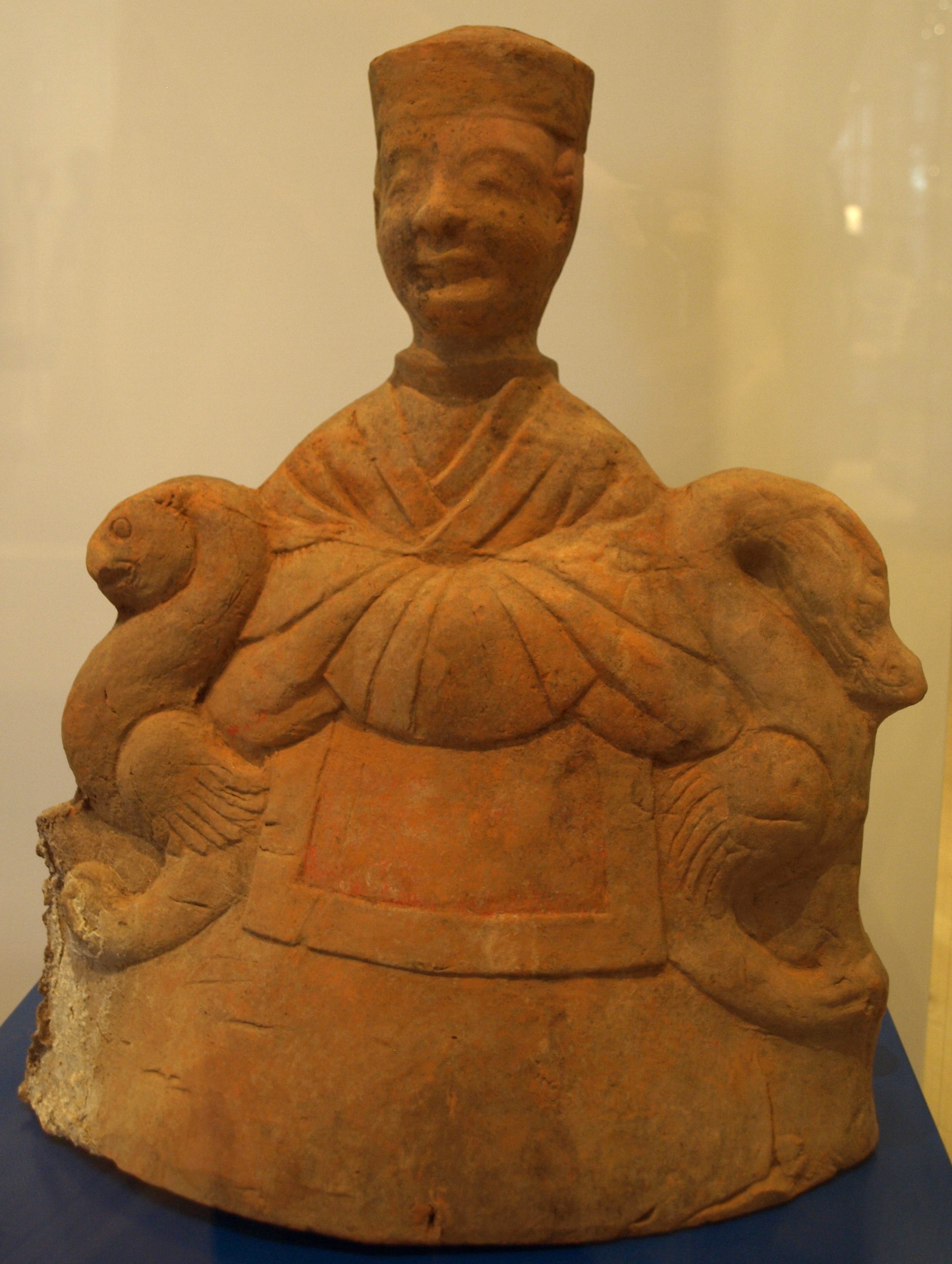
Koningin Moeder van het Westen
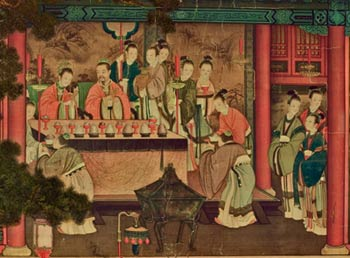
Xi Wangmu bezoekt keizer Wu
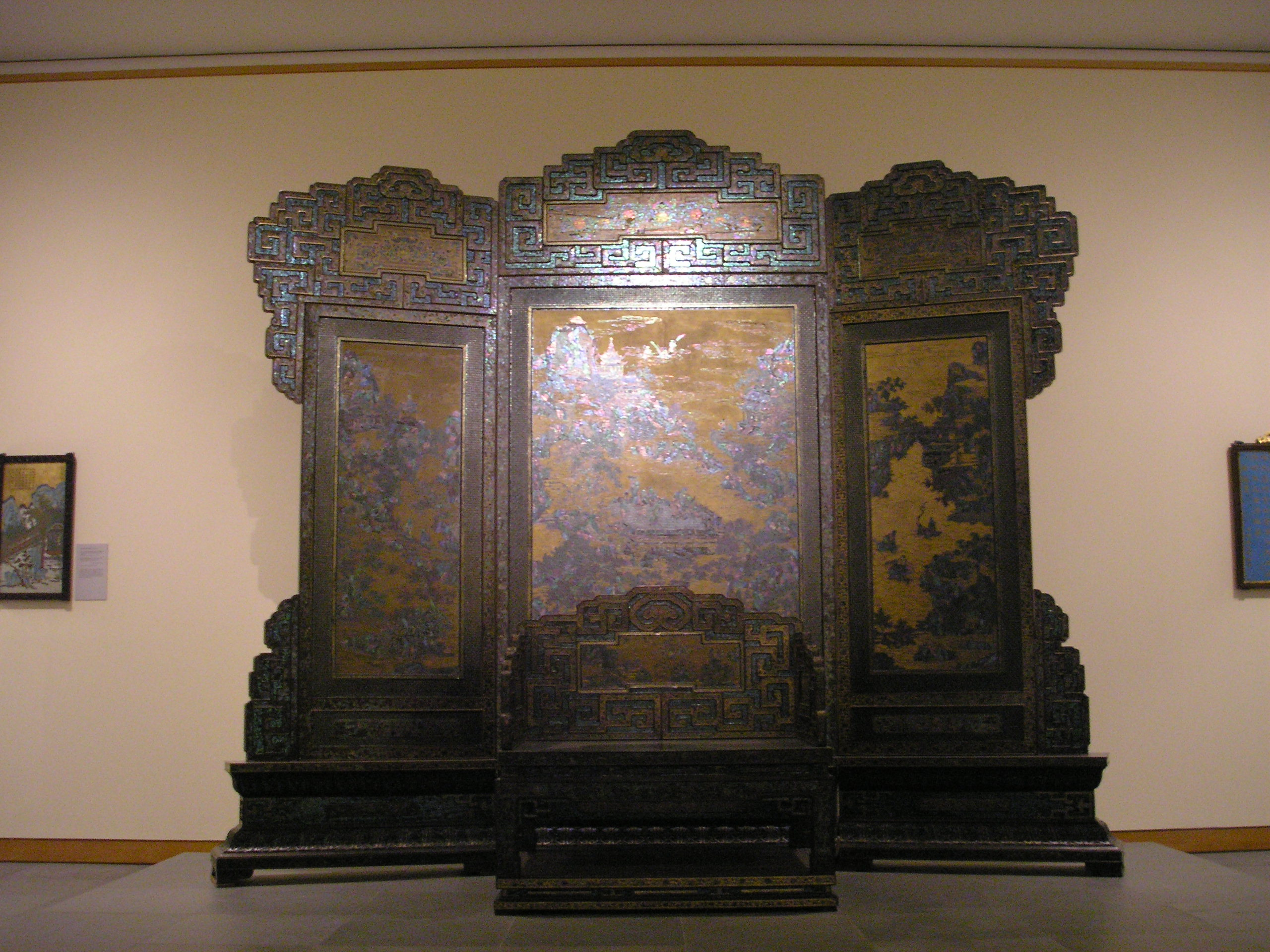
Xi Wangmu rijdt op een feniks en de Ba Xian zijn ook afgebeeld